# Pijal Pasza

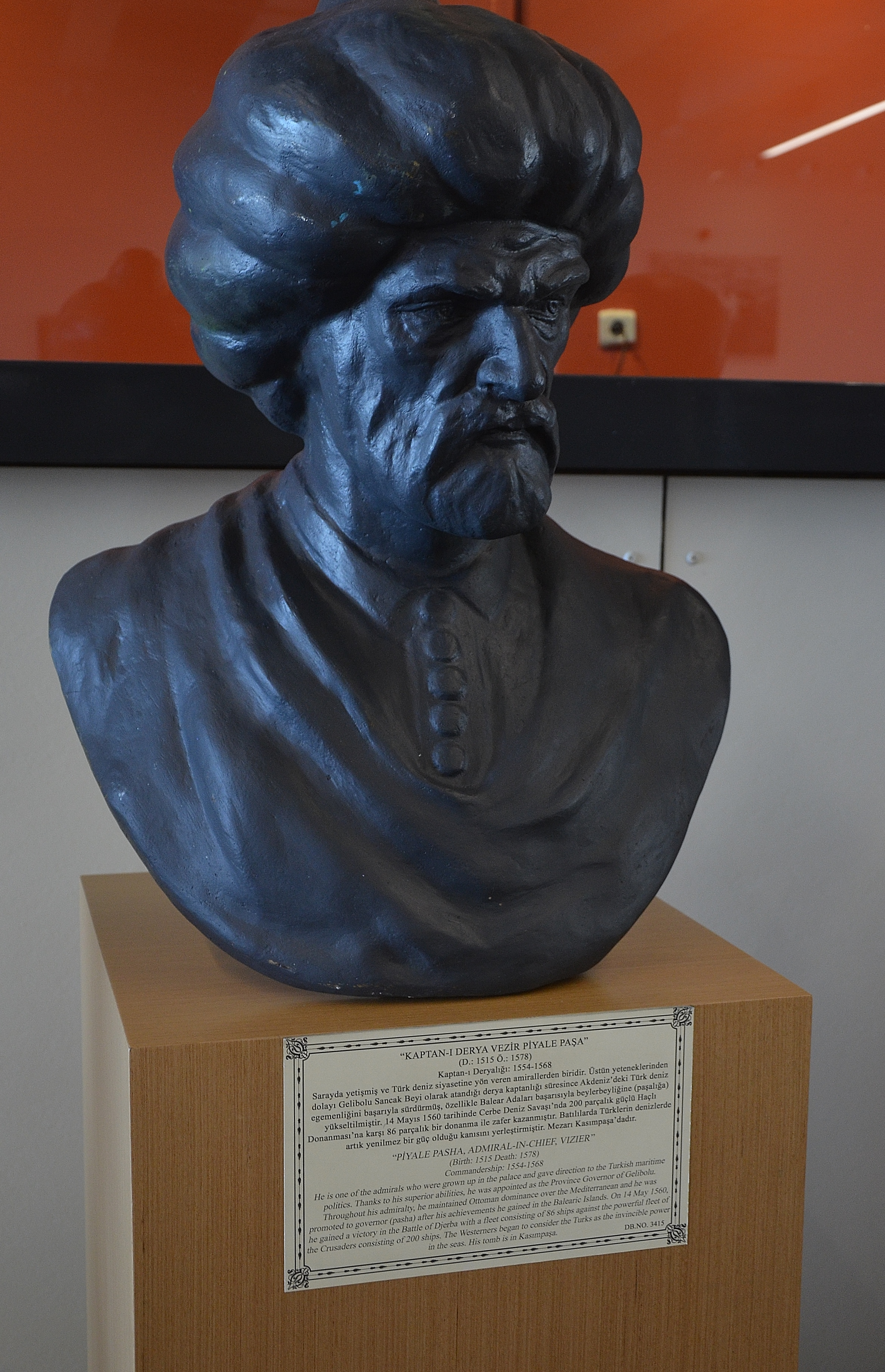
popiersie Pijala Paszy

Pijal Pasza (ur. w 1515 w Viganju, zm. w Stambule w 1578) był chorwackiego pochodzenia osmańskim admirałem floty (kapudanem paszą) w latach 1553–1567 i wezyrem po roku 1568.
Pijal Pasza pobierał nauki w elitarnej szkole Enderun w Stambule. Ukończył Enderun z honorowym tytułem Kapıcıbaşı i został mianowany bejem sandżaku (namiestnikiem prowincji) Gallipoli.

## Admirał floty osmańskiej
W wieku 39 lat został podniesiony do godności Bahrije Bejlerbei, czyli admirała floty imperialnej.
W roku 1554 na czele potężnej floty, w której znajdowali się dowódcy tej miary jak Turgut Reis i Sali, spustoszył wyspy Elba i Korsyka. W roku następnym sułtan Sulejman Wspaniały wyznaczył mu zadanie wsparcia Francuzów przeciwko Hiszpanom na prośbę matki Franciszka II, w związku z czym Pijal kazał swym kapitanom 26 czerwca 1555 wyjść w morze. Turecka flota spotkała się z francuską pod Piombino i skutecznie odparła hiszpański atak, przy czym jednocześnie zdobyła kilka hiszpańskich fortec na wybrzeżach śródziemnomorskich.

## Bitwa pod Dżerbą
W czerwcu 1558, wraz z Turgutem, Pijal Pasza wpłynął do Cieśniny Mesyńskiej, gdzie obaj admirałowie złupili Reggio di Calabria. Stamtąd udali się na Wyspy Liparyjskie zajmując kilka z nich przed lądowaniem w Amalfi w Zatoce Salerno, gdzie spustoszyli Massa Lubrense, Cantone i Sorrento. Później obrabowali Torre del Greco, na wybrzeżu Kampanii, a także Piombino. We wrześniu 1558 uderzyli na wybrzeże Hiszpanii, a następnie na Minorkę, gdzie dokonali zniszczeń w portach wyspy.
Te terrorystyczne eskapady wywołały prawdziwą panikę wśród mieszkańców nadbrzeżnych regionów Hiszpanii i Włoch, co zmusiło króla Filipa II do zwrócenia się do papieża Pawła IV i jego sprzymierzeńców w Europie o pomoc w położeniu kresu rosnącemu tureckiemu zagrożeniu. W roku 1560 udało się zawiązać Ligę Świętą w skład której weszły Hiszpania, Republika Wenecka, Republika Genui, Państwo Kościelne, Księstwo Sabaudii-Piemontu oraz Zakon Kawalerów Maltańskich. Połączona flota zebrała się w Mesynie, a składała się z 54 galer i 66 innych okrętów. Całością dowodził Giovanni Andrea Doria, bratanek słynnego genueńskiego admirała Andrei Dorii.
12 marca 1560, flota ta zdobyła wyspę Dżerba, która miała znaczenie strategiczne, jako że pozwalała kontrolować szlaki żeglugowe pomiędzy Algierem a Trypolisem. W odpowiedzi Sulejman Wspaniały wysłał 86 galer i galeot pod wodzą Pijala Paszy, który dotarł do Dżerby 11 maja i w ciągu kilku godzin, w starciu znanym jako bitwa pod Dżerbą, zniszczył flotę chrześcijan. Giovanni Andrea Doria zdołał uciec na niewielkim statku, zaś pozostali przy życiu chrześcijanie zamknęli się w forcie na wyspie. Pijal i Turgut ostatecznie zmusili załogę fortu do kapitulacji, a Pijal Pasza uprowadził 5000 jeńców do Stambułu, gdzie witały go rozentuzjazmowane tłumy. W nagrodę otrzymał rękę Sułtany Gevher Han, córki sułtańskiego syna i następcy, Selima II.
W 1563 Pijal zdobył dla Francji Neapol, ale gdy wojska osmańskie wyszły z miasta Francuzi nie byli w stanie go utrzymać i ostatecznie Hiszpanie zajęli je ponownie.

## Oblężenie Malty
W roku 1565 Pijal Pasza, wespół z generałem Lala Mustafą i Turgutem, otrzymał od Sulejmana zadanie zdobycia Malty, ale wobec zdeterminowanego oporu broniących twierdzy Kawalerów Maltańskich oblężenie zakończyło się niepowodzeniem, a wśród wielu ofiar śmiertelnych znalazł się również Turgut Reis.
W 1566 Pijal zdobył wyspę Chios i tym samym położył kres obecności Genueńczyków na Morzu Egejskim. Nieco później wylądował w Apulii we Włoszech i zdobył kilka ważnych strategicznie fortec.
W 1568 roku został przez Selima II mianowany wezyrem, pierwszym admirałem w dziejach imperium osmańskiego, jaki dostąpił tego zaszczytu.

## Podbój Cypru
Imperium osmańskie od dawna chciało zagarnąć Cypr, w tamtych czasach posiadłość Wenecjan. Pijal Pasza 15 maja 1570 roku opuścił – na czele wielkiej floty (dowodził nią Ali Pasza Muezinowicz) i armii inwazyjnej – Stambuł i 1 lipca wysadził desant na wyspie. 22 lipca Turcy pod wodzą Mustafy Lali Paszy (piąty wezyr, który pięć lat wcześniej nie zdołał zdobyć Malty) oblegli Nikozję i zdobyli miasto 9 września. W błyskawicznej kampanii zdobyli Pafos, Limassol i Larnakę, po czym 18 września oblegli Magosę, ostatni wenecki punkt oporu na wyspie. Gdy Famagusta padła po ponad 10-miesięcznym oblężeniu (6 sierpnia 1571), podbój Cypru został zakończony.

## Ostatnie zadania
Po klęsce floty osmańskiej i śmierci Alego Paszy Muezinowicza w bitwie pod Lepanto w roku 1571, Pijal Pasza został ponownie powołany na stanowisko głównodowodzącego marynarką wojenną. Turcy zdołali odbudować flotę do rozmiarów tej sprzed Lepanto w czasie krótszym niż rok, więc już w 1574 Uluch Ali odebrał Tunezję Hiszpanom i ich hafsydzkim wasalom.
W 1573 Pijal raz jeszcze najechał Apulię, była to jednak jego ostatnia operacja morska. Zmarł 21 stycznia 1578 roku i został pochowany w meczecie swego imienia, który wzniósł w ostatnich latach życia.